# Albert Steuer

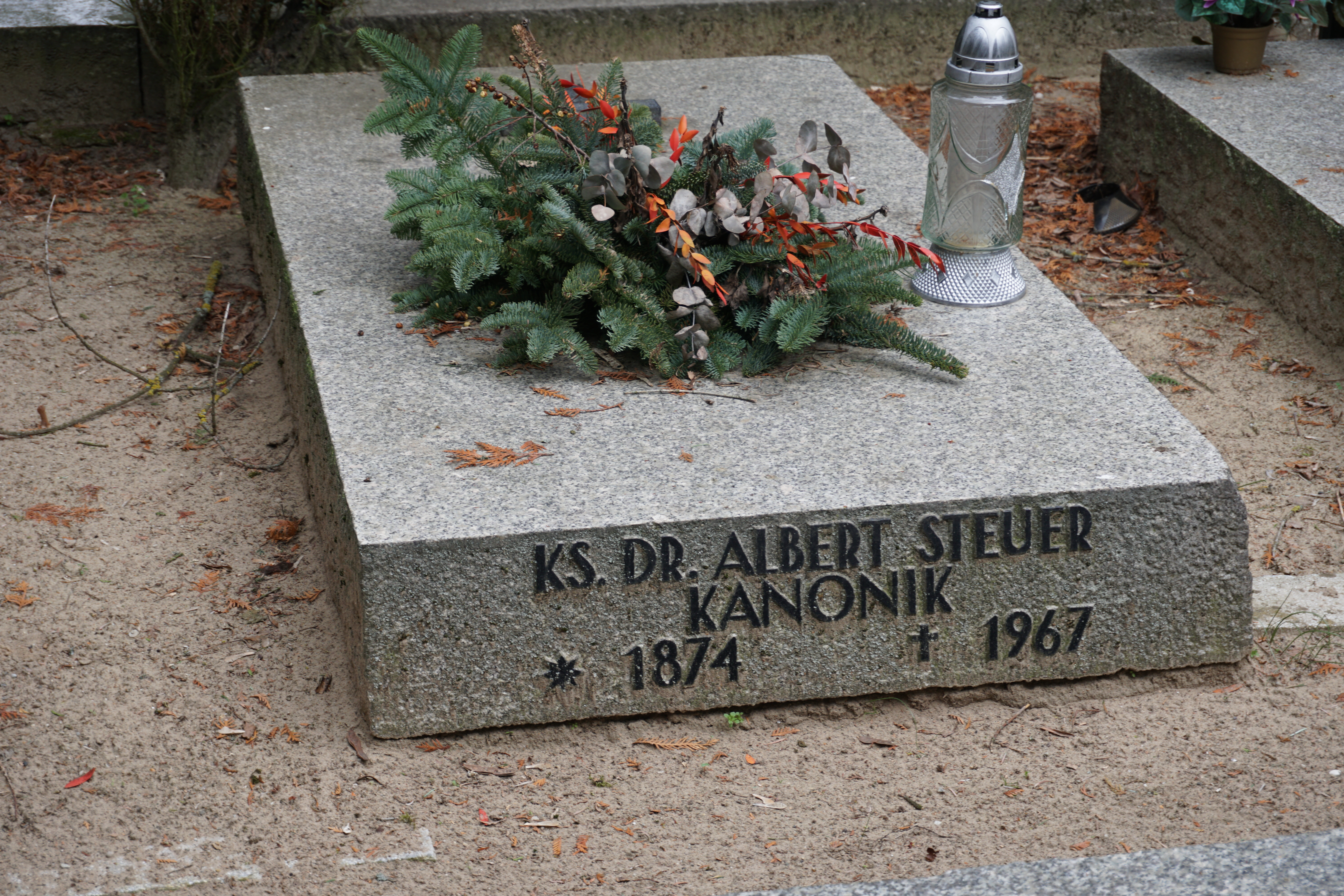
Grób ks. Alberta Steuera na cmentarzu Miłostowo w Poznaniu

Albert Steuer (ur. 3 czerwca 1874 w Lesznie, zm. 22 kwietnia 1967 w Poznaniu) – kanonik kapituły katedralnej w Poznaniu, ostatni Niemiec na tym stanowisku.

## Życiorys

### Do 1918
W myśl bulli papieża Piusa VII (De salute animarum, 1821) król Prus mógł obsadzać kanoników poznańskiej kapituły katedralnej po duchownych zmarłych w miesiącach nieparzystych. Jednym z nich, a zarazem ostatnim Niemcem na tym stanowisku był Albert Steuer.
Pochodził z rodziny urzędnika kolejowego. W 1895 zdał maturę w Gimnazjum Marii Magdaleny w Poznaniu i wstąpił do tamtejszego Seminarium Duchownego. W 1898 otrzymał zgodę na studia w Münster, na Westfalskim Uniwersytecie Wilhelma. W 1899 otrzymał w Poznaniu święcenia kapłańskie w kościele Franciszkanów, z rąk biskupa Edwarda Likowskiego. W 1901 otrzymał stopień doktora w Münster. Jesienią tego samego roku powrócił na stałe do Poznania i objął stanowiska profesora filozofii w Seminarium Duchownym. Od 1903 sprawował urząd cenzora publikowanych przez duchownych prac (imprimatur). W 1907 i 1909 wydał dwa tomy podręcznika filozofii "Lehrbuch der Philosophie". Dalsze nie ukazały się z uwagi na wybuch I wojny światowej, a także z powodu niezbyt dobrych recenzji starszych profesorów seminarium. Od 1907 był egzaminatorem do spraw uprawnień do odbierania spowiedzi. 1 lipca 1911 otrzymał godność kanonika, a w 1915 stał się sędzią sądu kanonicznego.

### Do 1939
W 1916 arcybiskup Edmund Dalbor czasowo zawiesił działalność seminarium, co spowodowało utratę stanowiska profesora. Część niemieckich kanoników, znanych z postawy antypolskiej, została internowana w 1919, ale Steuera ominęła ta sankcja. Mimo to wszyscy niemieccy kanonicy byli wówczas postrzegani, jako pozostałość rządów zaborcy. Steuer (wraz z kanonikiem Josefem Paechem) pozostawał duszpasterzem niemieckiego środowiska w Poznaniu, skupionego wokół kościoła franciszkanów. Środowisko to było silnie skonfliktowane z polskimi Franciszkanami ze Lwowa, którzy w 1921 objęli świątynię w posiadanie. Był w tym okresie członkiem Związku Katolików Niemieckich (VdK). W 1934 poparł w Katowicach usunięcie przewodniczącego tego związku, niechętnego nazistom - Eduarda Panta. Oświadczył wtedy: Nie jesteśmy ani za, ani przeciw narodowemu socjalizomowi, za co spotkały go ataki ze strony prasy polskiej. W 1934 podpisał też memoriał do biskupa Osnabrück - Wilhelma Berninga, w którym oskarżano kardynała Augusta Hlonda o domniemane zaniedbania w kwestii duszpasterstwa katolików niemieckich w Polsce.
Po 1919 nie został przywrócony do pracy w poznańskim Seminarium Duchownym. Publikował jednak liczne prace na łamach różnych czasopism, takich jak: "Theologische Revue" z Münster, "Germania" z Berlina, "Literarischer Handweiser" z Freiburga, "Przegląd Kościelny" z Poznania, "Przegląd Teologiczny" ze Lwowa, "Der Johannesbote" z Piły, "Stimme der Heimat" z Tczewa, "Deutsche Wissentschaftliche Zeitschrift für Polen" z Poznania i "Deutsche Blätter in Polen" z Poznania. Odbywał liczne podróże po Europie (Włochy, Szwajcaria, Austria, Belgia, Holandia oraz Skandynawia), zwłaszcza bardzo dokładnie zjeździł Niemcy. W 1916 objeżdżał okupowane przez Niemców ziemie Polski zaboru rosyjskiego. Z profesorem Engelbertem Krebsem z Freiburga odwiedził m.in. Kowno, Wilno, Częstochowę i Warszawę, gdzie przyjął ich kardynał Aleksander Kakowski i gubernator Hans Hartwig von Beseler. W 1928 złożono mu propozycję profesury na Uniwersytecie Wileńskim. W 1929 odbył podróż do Ziemi Świętej wraz z polskimi pielgrzymami i biskupem Stanisławem Okoniewskim. W 1936 otrzymał doktorat honoris causa na Uniwersytecie Wrocławskim (w towarzystwie Konrada Henleina).

### Do 1945
We wrześniu 1939 uniknął internowania przez władze polskie. W grudniu 1939 katedra poznańska została zamknięta decyzją Arthura Greisera. Steuer przeniósł się więc do kościoła franciszkańskiego, gdzie m.in. spowiadał, mimo zakazu, polskich wiernych. Był też duszpasterzem w więzieniu na ulicy Młyńskiej, gdzie udzielił ostatniego namaszczenia około 1100 osobom, w większości Polakom zamordowanym potem przez Niemców. Dokonywał też, wymaganych przez cenzurę, tłumaczeń listów więźniów na język niemiecki.

### Po 1945
W styczniu 1945 ewakuował się z większością Niemców z Poznania. 1 lutego 1945 zatrzymany został przez oddział czerwonoarmistów pod Krosnem Odrzańskim. Wraz z innymi przeniesiony został do gospodarstwa w Międzylesiu, gdzie nie wymagano odeń pracy, ale też nie dostarczano mu jedzenia (był wspierany przez współwięźniów, w tym brata). 24 czerwca 1945 przybył koleją do Poznania, licząc na odzyskanie pracy i mieszkania, które zastał splądrowane (większość jego księgozbioru została uratowana przez ks. prof. Józefa Nowackiego). Arcybiskup Walenty Dymek, wobec niemożności zaoferowania mu stanowiska w seminarium, uczynił go kapelanem Urszulanek w Lubocześnicy. Dwa dni przed wyjazdem na tę placówkę, 3 lipca 1945 został uwięziony w celi Urzędu Bezpieczeństwa na ulicy Kochanowskiego (zarzut antypolskiej działalności podczas okupacji hitlerowskiej - był jednym z sygnatariuszy listu na temat okrucieństw, jakich jakoby dopuścić się mieli Polacy we wrześniu 1939). W październiku 1945 przeniesiono go do więzienia przy ul. Młyńskiej, a w styczniu 1946 do więzienia we Wrześni. "Głos Wielkopolski" przedstawił go wówczas w jednym z artykułów, jako osobę działającą na szkodę Polaków (Kanonik-Niemiec stanie przed Sądem Specjalnym). 31 maja 1946 odbył się jego proces przed Specjalnym Sądem Karnym w Poznaniu. Po pozytywnych dla niego zeznaniach świadków, podkreślających jego życzliwość względem Polaków, został uniewinniony i 1 czerwca 1946 wrócił do Poznania. 7 czerwca tego roku osiadł w Pokrzywnie (części Poznania), gdzie do końca życia był kapelanem w tamtejszym domu sióstr Elżbietanek. Ksiądz Ignacy Posadzy zlecał mu tłumaczenia, z których się utrzymywał. 
W listopadzie 1946, po naciskach Kurii Arcybiskupiej, zrezygnował ze stanowiska kanonika w zamian za pensję (3.000 złotych). Kościół w Polsce, pozostający wówczas w konflikcie z władzami komunistycznymi, niechętnie widział Niemców na tak zaszczytnych stanowiskach. Arcybiskup Walenty Dymek nadal jednak tytułował go kanonikiem i pozwalał na noszenie stosownego stroju. W czerwcu 1947 otrzymał informację o rewizji wyroku uniewinniającego z 1946. 24 lutego 1948 skazano go na dziesięć miesięcy więzienia, wliczając jednak jedenaście miesięcy aresztu, w którym przebywał w latach 1945-1946. W 1950 oskarżono go jeszcze o przestępstwo dewizowe (przesłanie do RFN czterech książeczek oszczędnościowych z czasów okupacji), ale został uniewinniony. W 1951 otrzymał prawo stałego pobytu w Polsce. W jego jubileuszu kapłaństwa w 1959 uczestniczył arcybiskup Antoni Baraniak. Życzenia opublikowano m.in. w piśmie "Posener Stimmen" w Lüneburgu. W latach 60. XX wieku był najstarszym kapłanem Archidiecezji Poznańskiej. W dniu śmierci odprawił ostatnią mszę świętą. Pochowany został na cmentarzu na Miłostowie (pole 4, kwatera kanoników kapituły metropolitalnej). Kondukt poprowadził biskup Franciszek Jedwabski.